# Великая Нива (Карелия)
Вели́кая Ни́ва — деревня в составе Великогубского сельского поселения Медвежьегорского района Республики Карелия Российской Федерации. Комплексный памятник истории.

## География
Деревня расположена на берегу залива северо-западного побережья Онежского озера.

## История
25 декабря 1935 года постановлением Карельского ЦИК в деревне была закрыта церковь. Деревня входила в сельсовет Великонивский.
В начале 1950-х годов в деревне была сформирована Братская могила советских воинов, партизан и подпольщиков, погибших в годы Великой Отечественной войны, в изголовье которой был установлен памятник, увековечивающий память героев.
В 1975 году из деревни Великая Нива в музей-заповедник «Кижи» был перенесён памятник архитектуры «Амбар Абрамовой», датируемый концом XVIII — началом XX века.

## Население
| 2002 | 2009 | 2010 | 2013 |
| ---- | ---- | ---- | ---- |
| 181  | ↘158 | ↘132 | ↘113 |

## Улицы
- ул. Ригачина
- ул. Совхозная

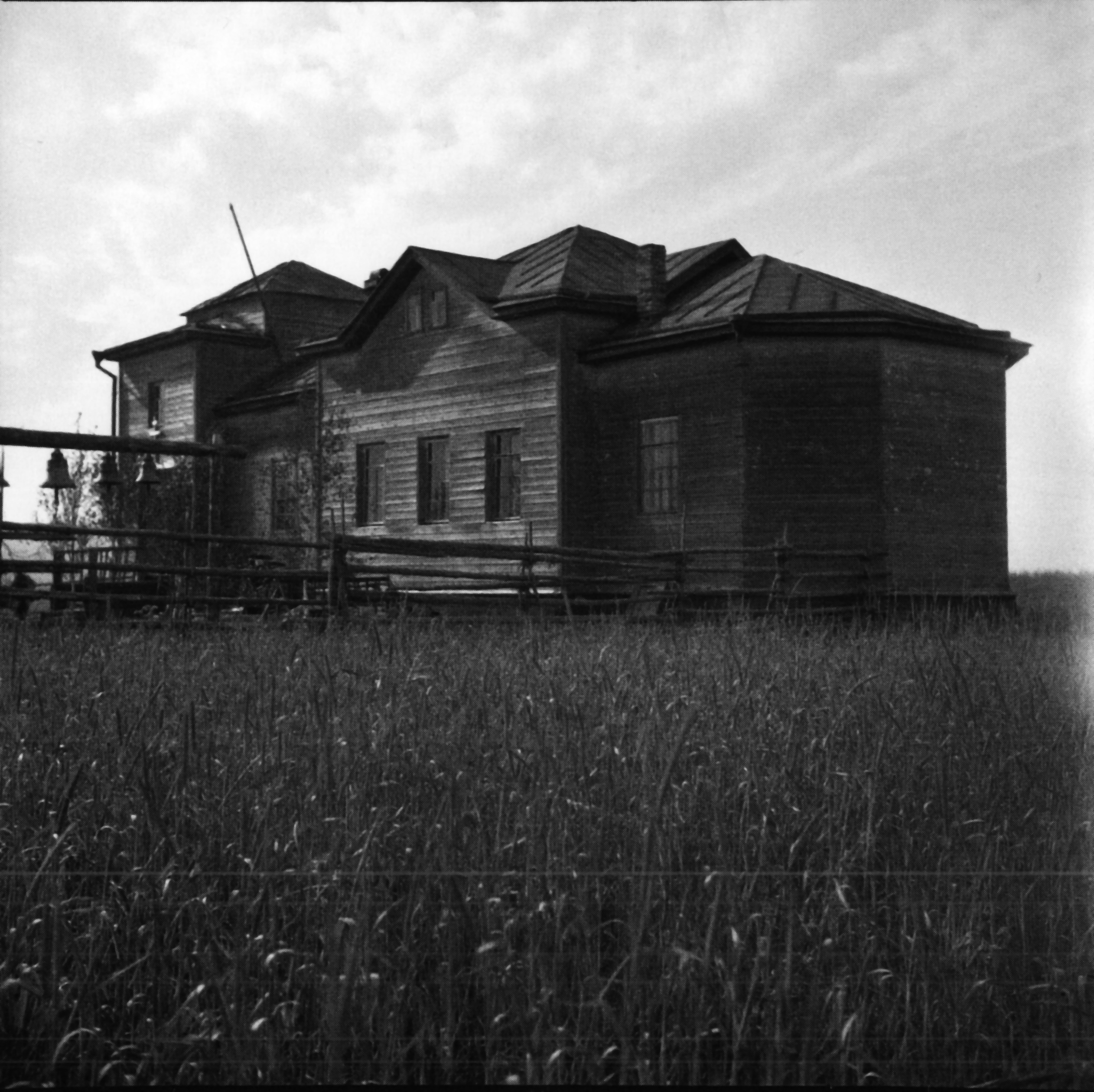
Утраченная церковь Преображения и Михаила Архангела в 1943 году
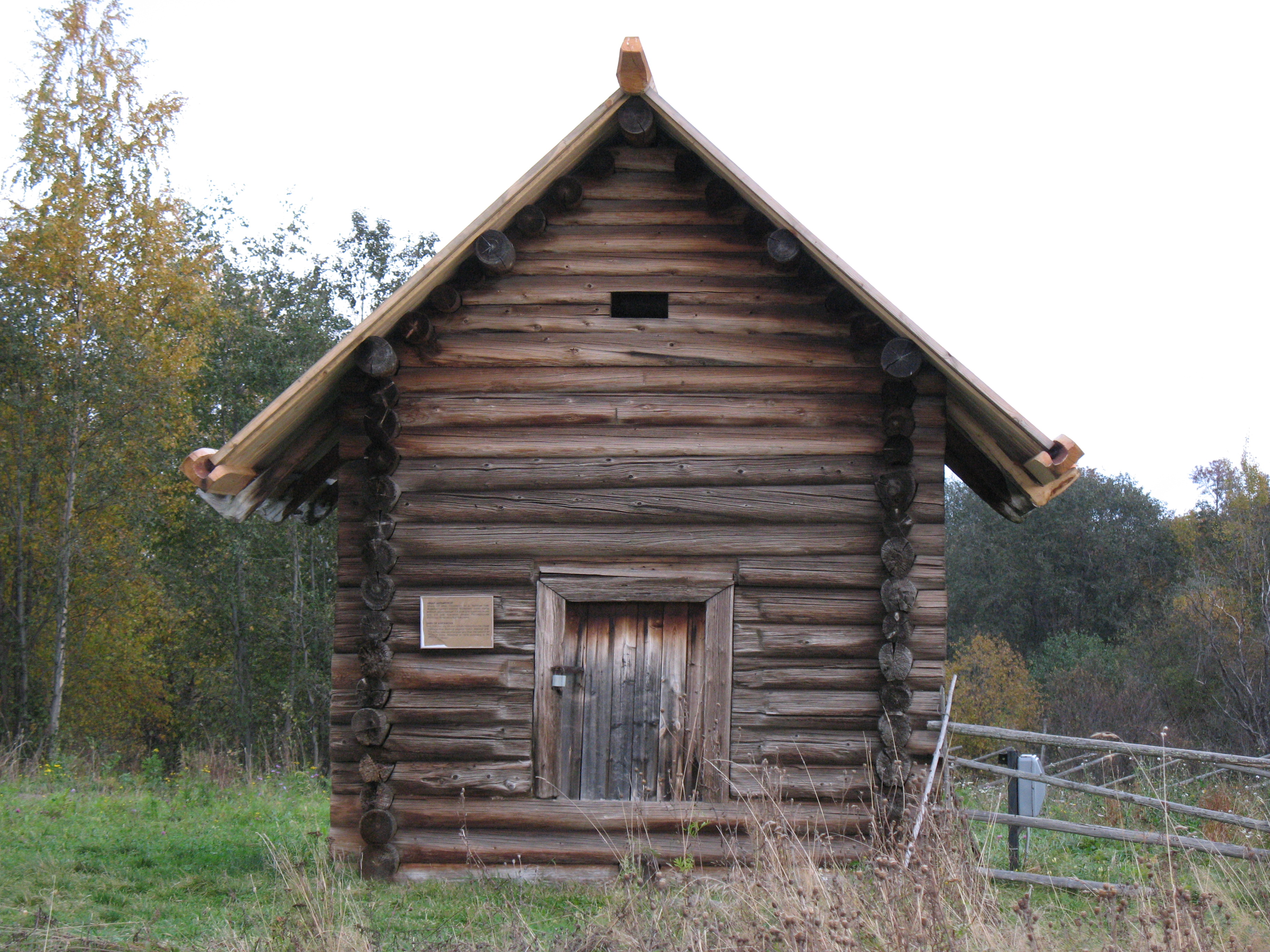
Амбар из деревни Великая Нива в музее-заповеднике «Кижи»
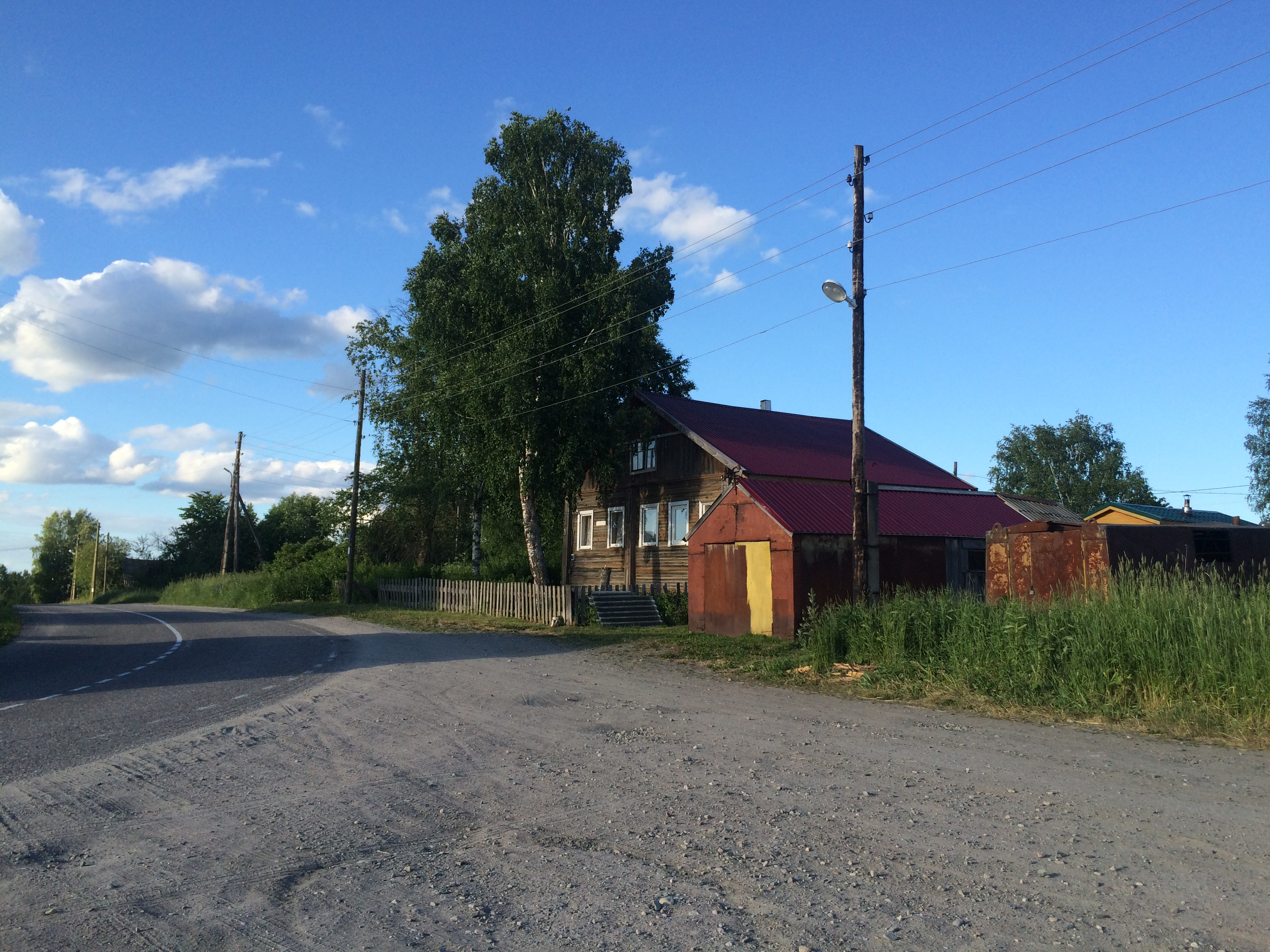
Жилой дом